# Język emilijski

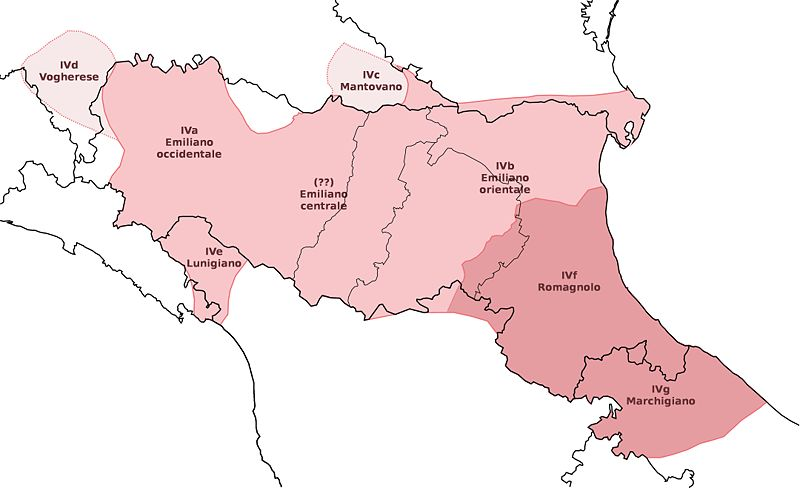
Zasięg występowania języka emilijskiego

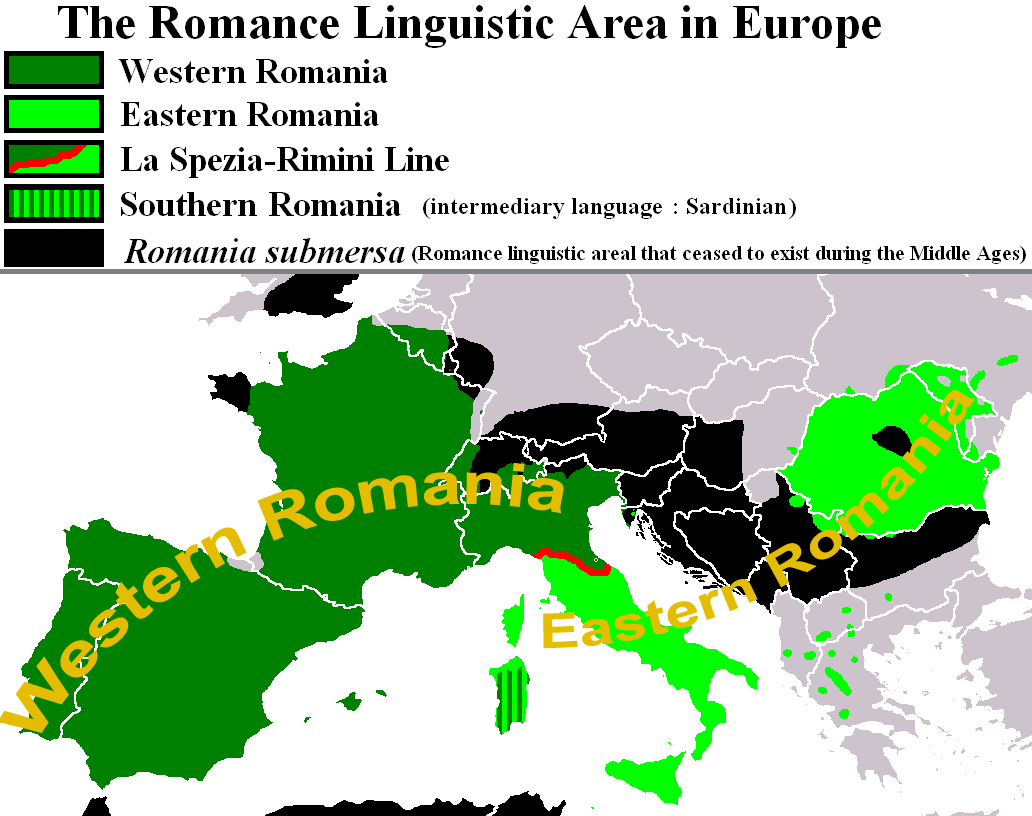
Języki zachodnioromańskie zaznaczono na zielono

Język emilijski – zespół dialektów używanych w środkowo-północnych Włoszech, w regionie Emilia-Romania, i tradycyjnie uważanych za dialekty języka włoskiego. Strukturalnie język emilijski zupełnie się różni od języka włoskiego (F. Agard 1985). Z językoznawczego punktu widzenia język emilijski nie jest dialektem języka włoskiego, gdyż jest klasyfikowany w podgrupie gallo-italskiej języków zachodnioromańskich, zaś włoski należy do grupy italsko-dalmatyńskiej. Dialekty emilijskie nie wytworzyły jak dotąd formy ustandardyzowanego języka literackiego. Istnieje niezbyt obfita literatura tworzona w gwarach lokalnych takich ośrodków jak Bolonia czy Ferrara.